# 林碧琪
林碧琪（英語：Becky Lam Bik-kei，1966年—），原名袁碧琪，出生於英屬香港，香港女演員。憑1982年香港電影《靚妹仔》，獲頒1983年第2屆香港電影金像獎最佳女主角，創下最年輕獲得及提名該獎項（當時只有17歲）和作品最少（一套）的紀錄。

## 生平
在九龍城寨長大，曾就讀篤信中學，但只讀過中一年級便退學。1982年，年僅16歲便被發掘拍戲，擔任經典電影《靚妹仔》的女主角；電影由麥當雄監製，黎大煒任導演，合演者有溫碧霞、麥德和。《靚妹仔》令她成為1983年第2屆香港電影金像獎最佳女主角（當時獎項稱為「最佳女演員」），創下最年輕獲得及提名該獎項（當時只有17歲）和作品最少（一套）的紀錄。然而，林碧琪並未有出席頒獎典禮領獎，並由《靚妹仔》另一主演溫碧霞代領。
林碧琪當年拍畢電影《靚妹仔》不久，便傳出未婚懷孕的新聞，之後便息影絕跡影圈。到1987年與歌手杜麗莎的弟弟弗烈（Fred Carpio）結婚，兩人育有兩女。《靚妹仔》是林碧琪惟一參演過的電影。
1989年，在林碧琪授權下，新晉導演邱禮濤根據她在拍攝電影《靚妹仔》時，被電影公司強迫拍裸露戲的真人真事，拍攝成自傳式電影《靚妹正傳》，由楊羚飾演她，她現實中的丈夫弗烈飾演男主角。
2011年4月22日，林碧琪與丈夫一同出席杜麗莎家族活動時，是她退隱近30年後，首次在傳媒面前曝光。

## 獎項
| 年份 | 頒獎典禮            | 獎項       | 影片       | 角色   | 結果 |
| ---- | ------------------- | ---------- | ---------- | ------ | ---- |
| 1983 | 第2屆香港電影金像獎 | 最佳女演員 | 《靚妹仔》 | 陳碧琪 | 獲獎 |